# Didemnum membranaceum
Didemnum membranaceum är en sjöpungsart som beskrevs av Sluiter 1909. Didemnum membranaceum ingår i släktet Didemnum och familjen Didemnidae. Inga underarter finns listade i Catalogue of Life.